# Michail Semitsjastni
Michail Semitsjastni (Russisch: Михаил Васильевич Семичастный) (Perlovka, Mytisjtsji, 5 december 1910 –  Moskou, 30 augustus 1978) was een voetballer en trainer uit de Sovjet-Unie. 

## Biografie
Semitsjastni begon zijn carrière bij CDKA Moskou, het huidige CSKA, in 1932 en maakte in 1936 de overstap naar Dinamo. Dat jaar begon ook de competitie in het land en Dinamo werd de eerste landskampioen en met zes goals was Semitsjastni de eerste topschutter van de competitie. Hij speelde tot 1950 voor Dinamo en won in totaal vijf titels met de club. In 1937 won hij ook nog de beker met de club. Door het feit dat het land twintig jaar lang geen internationale wedstrijden speelden kwam hij nooit uit voor zijn land. 
Na zijn spelerscarrière werd hij trainer van Dinamo en werd in 1953 derde met de club. 